# Erica speciosa
Erica speciosa är en ljungväxtart som beskrevs av Gábor Gabriel Andreánszky. Erica speciosa ingår i släktet klockljungssläktet, och familjen ljungväxter. Inga underarter finns listade i Catalogue of Life.